# Кетрин Рос
Кетрин Рос (енгл. Katharine Ross) је америчка глумица, рођена 29. јануара 1940. године у Холивуду (Калифорнија).